# Авейру (Бразилия)
Аве́йру  (порт. Aveiro) — муниципалитет в Бразилии, входит в штат Пара. Составная часть мезорегиона Юго-запад штата Пара. Входит в экономико-статистический микрорегион Итаитуба. Население составляет 15 849 человек на 2010 год. Занимает площадь 17 074,050 км². Плотность населения — 0,93 чел./км².

## Демография
Согласно сведениям, собранным в ходе переписи 2010 г. Национальным институтом географии и статистики (IBGE), население муниципалитета составляет:
| Полное население                               | Полное население                               | Полное население                               | Полное население                               | 15 849 |
| ---------------------------------------------- | ---------------------------------------------- | ---------------------------------------------- | ---------------------------------------------- | ------ |
| в том числе:                                   | Городское население                            | 3179                                           | Процент городского населения, %                | 20,06  |
|                                                | Сельское население                             | 12 670                                         | Процент сельского населения, %                 | 79,94  |
|                                                | Мужское население                              | 8367                                           | Процент мужского населения, %                  | 52,79  |
|                                                | Женское население                              | 7482                                           | Процент женского населения, %                  | 47,21  |
| Плотность населения, чел/км²                   | Плотность населения, чел/км²                   | Плотность населения, чел/км²                   | Плотность населения, чел/км²                   | 0,93   |
| Население муниципалитета в % к населению штата | Население муниципалитета в % к населению штата | Население муниципалитета в % к населению штата | Население муниципалитета в % к населению штата | 0,21   |

По данным оценки 2015 года, население муниципалитета составляет 15 953 жителя.

## Статистика
- Валовой внутренний продукт на 2003 год составляет 23 823 584,00 реалов (данные: Бразильский институт географии и статистики).
- Валовой внутренний продукт на душу населения на 2003 год составляет 1371,06 реалов (данные: Бразильский институт географии и статистики).
- Индекс развития человеческого потенциала на 2000 год составляет 0,635 (данные: Программа развития ООН).

## Административное деление
Муниципалитет состоит из 3 дистриктов:
| № | Наименование дистрикта | Наименование дистрикта (порт.) | Территория, км² | Население, чел.(2010) | Население, чел.(2010) | Население, чел.(2010) | Плотность, чел./км² | Код дистрикта |
| № | Наименование дистрикта | Наименование дистрикта (порт.) | Территория, км² | всего                 | городское             | сельское              | Плотность, чел./км² | Код дистрикта |
| 1 | Авейру                 | Aveiro                         | 2587,98         | 6840                  | 2179                  | 4661                  | 2,64                | 150100605     |
| 2 | Бразилия-Легал         | Brasília Legal                 | 9975,62         | 7435                  | 742                   | 6693                  | 0,75                | 150100610     |
| 3 | Пиньел                 | Pinhel                         | 4510,44         | 1574                  | 258                   | 1316                  | 0,35                | 150100615     |

## Важнейшие населенные пункты
| № | Населённый пункт | Населённый пункт (порт.) | Категория | Население чел. (2010) | На карте                       |
| - | ---------------- | ------------------------ | --------- | --------------------- | ------------------------------ |
| 1 | Аве́йру           | Aveiro                   | город     | 2179                  | 3°36′15″ ю. ш. 55°19′40″ з. д. |
| 2 | Форландия        | Fordlândia               | поселок   | 1172                  | 3°49′29″ ю. ш. 55°29′38″ з. д. |
| 3 | Санта-Круз       | Santa Cruz               | поселок   | 770                   | 3°38′28″ ю. ш. 55°22′36″ з. д. |
| 4 | Бразилия-Легал   | Brasília Legal           | поселок   | 742                   | 3°56′46″ ю. ш. 55°34′56″ з. д. |
| 5 | Пиньел           | Pinhel                   | поселок   | 258                   | 3°20′05″ ю. ш. 55°19′18″ з. д. |
| 6 | Сан-Раймунду     | São Raimundo             | поселок   | 193                   | 3°58′08″ ю. ш. 55°48′09″ з. д. |